# Красна Маланка
«Красна Маланка» — українська документальна стрічка 2013 року про свято Маланка, що єднає людей і Природу.
Режисер стрічки Дмитро Сухолиткий-Собчук.

## Інформація

### Синопсис
Фільм складається з 5-ти новел, у яких мова йтиме про долю головних героїв. Кожна з новел розкриває природу та сутність одного з персонажів свята Маланки на фоні різних подій та життєвих колізій, відзнятих за участю різних людей. Герої — представники певного архетипу персонажа свята, так би мовити, роль одна — актори різні. Персонажем, який пройде своєрідним контрапунктом через всі новели, стане майстер масок Георгій Ілліч.
Розповіді та сюжетні лінії всіх персонажів постійно перетинаються і переплітаються між собою упродовж усього фільму, неначе на великому полотні.
Фільм має на меті показати виокремлених персонажів свята Маланки та усе дійство свята загалом. Упродовж чотирьох років знімальна група слідкувала за декількома героями: Антон та Колуце Плешка, Георгій Бружа, Георгій Ілліч (майстер масок) та його онук Ілля Степанович, Ілля та Іван Іліуц. Ми бачимо героїв не тільки під час підготовки до свята, а також їх повсякденне життя, їх проблеми та незгоди.
Свято Маланки стає своєрідним дзеркалом, яке в метафоричній формі відображає суть життя наших героїв. Глядач спостерігає, як вони раз за разом долають перешкоди та труднощі, що постають на їх шляху: починаючи фізичним болем, який учасники долають впродовж ночі поки носять велетенські костюми Ведмедів, закінчуючи психологічним тиском та сімейними конфліктами, які виникають під час підготовки до свята Маланки. Ми знаходимося поруч з героями під час їх ключових подій у житті: весілля, похорони, христини дитини, разом з героями переживаємо трагедії — у майстра масок онук потрапляє в аварію, згорає до тла його хата. Але ми поруч і у щасливі моменти — онук майстра виживає після трагедії і перемагає у конкурсі.
Фільм відображує увесь процес становлення, організації та проведення свята Маланки, від створення індивідуальних автентичних масок та костюмів, як прикладу творчої сублімації кожного учасника свята Маланки, до феєричного завершення свята. Герої впродовж фільму розкривають усі деталі та саме значення цієї події у їхньому житті, демонструють своє ставлення до Маланки як метафори взаємозв'язку Людини та Природи, проявляючи тим самим власну етнічну самоідентифікацію. Увесь шлях, який проходять герої фільму — це хресний хід до пізнання Природи як вищої сили. Народне карнавальне свято Маланки дає усвідомити єднаня Людини та Природи, які у цьому святі стають одним цілим.
На перший погляд чужі і не знайомі люди об'єднуються навколо одного свята. До цього єднання ми дійдемо поступово, через маленькі історії людей, які сплетуться в одну велику сагу.

### Цікаві факти
14 листопада у Львові відбулася презентація проекту «Красна Маланка», що являв собою допрем'єрний показ скороченої, фестивальної, версії однойменного документального фільму Дмитра Сухолиткого-Собчука й арт-буку Ірини Рудь-Вольги, зробленого за матеріалами фільму.  [Архівовано 1 квітня 2016 у Wayback Machine.]
Дата виходу фільму — грудень 2013 року.

## Фестивалі
- Astra Film Festival Sibiu, Romania, 2013
- 43-th International Film Festival «Molodist», Kyiv, Ukraine, 2013
- Tranzyt International Documentary Film Festival, Poznań, Poland, 2013
- IFFEST DOCUMENT.ART, Bucharest, Romania, 2013
- 11th World Film Festival, Tartu, Estonia, 2014
- «Eyes and Lenses XI» Ethnographic Film, Warsaw, Poland, 2014
- Rural Route Film Festival, New York, USA, 2014
- Trento Film Festival, Trento, Italia 2015
- 11th Mountain Film Meetings, Zakopane, Poland, 2015
- Prize cadRO, CRONOGRAF — International Documentary Film Festival, Chisinau, Moldova 2015